# Republika smoka
Republika smoka (ang. The Dragon Republic) – amerykańska powieść grimdark fantasy napisana przez R.F. Kuang i opublikowana przez HarperCollins. Ukazała się 6 sierpnia 2019 i jest kontynuacją powieści Wojna makowa.  Polska wersja ukazała się 14 października 2020 nakładem Fabryki Słów w tłumaczeniu Grzegorza Kamerskiego. Główną bohaterką jest Rin, sierota posiadająca moc Feniksa, uzależniona od opium, której głównym celem jest pozbawienie życia cesarzowej.

## Fabuła
Akcja rozgrywa się po inwazji na ojczyznę Rin. Dziewczyna jest dowódczynią grupy Cike, której głównym celem jest pozbawienie życia cesarzowej. Rin boryka się również z uzależnieniem od opium, które pozwala kontrolować jej moc ognia, którą uzyskała dzięki dostępowi do bóstwa, jakim jest feniks. Grupa zostaje schwytana przez Yin Vaisrę, mężczyznę, który ma zamiar doprowadzić do końca imperium i stworzyć demokratyczną republikę.

## Odbiór
| Nagroda                 | Rok  | Kategoria          | Wynik     | Źródło      |
| ----------------------- | ---- | ------------------ | --------- | ----------- |
| Ignyte Awards           | 2020 | Best Novel – Adult | finalista | [ 6 ] [ 7 ] |
| Goodreads Choice Awards | 2019 | Best Fantasy       | nominacja | [ 8 ]       |